# Belleville (Wisconsin)
Belleville is een plaats (village) in de Amerikaanse staat Wisconsin, en valt bestuurlijk gezien onder Dane County en Green County.

## Demografie
Bij de volkstelling in 2000 werd het aantal inwoners vastgesteld op 1908.
In 2006 is het aantal inwoners door het United States Census Bureau geschat op 2203, een stijging van 295 (15,5%).

## Geografie
Volgens het United States Census Bureau beslaat de plaats een oppervlakte van
3,4 km², waarvan 3,0 km² land en 0,4 km² water. Belleville ligt op ongeveer 268 m boven zeeniveau.

## Plaatsen in de nabije omgeving
De onderstaande figuur toont nabijgelegen plaatsen in een straal van 16 km rond Belleville.